# Stinica
Stinica je naselje u Republici Hrvatskoj, u sastavu Grada Senja, Ličko-senjska županija.

## Stanovništvo
Prema popisu stanovništva iz 2001. godine, naselje je imalo 105 stanovnika te 48 obiteljskih kućanstava.

Prema popisu stanovništva 2011. godine naselje je imalo 73 stanovnika.
| broj stanovnika | 747   | 1106  | 1062  | 1032  | 1345  | 1335  | 1270  | 1028  | 922   | 868   | 652   | 288   | 229   | 145   | 105   | 73    | 61    |
|                 | 1857. | 1869. | 1880. | 1890. | 1900. | 1910. | 1921. | 1931. | 1948. | 1953. | 1961. | 1971. | 1981. | 1991. | 2001. | 2011. | 2021. |

## Poznate osobe
- Miljenko Bilen, hrvatski ekonomski geograf[7]